# Oecobius gomerensis
Espèce
Oecobius gomerensis est une espèce d'araignées aranéomorphes de la famille des Oecobiidae.

## Distribution
Cette espèce est endémique de La Gomera aux îles Canaries en Espagne,.

## Étymologie
Son nom d'espèce, composé de gomer[a] et du suffixe latin -ensis, « qui vit dans, qui habite », lui a été donné en référence au lieu de sa découverte, La Gomera.

## Publication originale
- Wunderlich, 1980 : Drei Beispiele für Artbildung (Speziation) bei Spinnen von den Kanarischen Inseln (Arachnida: Araneida: Linyphiidae, Oecobiidae, Gnaphosidae). Zoologische Beiträge, (N.F.), vol. 25, p. 415-426.